# شبه عكس مصفوفة
شبه عكس مصفوفة ما pseudo inverse هو تعميم مفهوم قلب المصفوفة حيث تضم مقلوب مصفوفة غير مربعة ومصفوفة ذات محدد يساوي صفرا singular أي غير قابلة للقلب بالمفهوم التقليدي.
قدمت هذه الطريقة أول مرة من قبل إليكام مور سنة 1920 وروجي بنروز سنة 1955.
هناك العديد من المقترحات حول كيفية القيام بعملية شبه قلب مصفوفة معينة إلا أن تقريبا جميع الطرق تشترك في الخصائص التالية لشبه المقلوبة:
- إذا كانت المصفوفة قابلة للقلب فإن عملية شبه القلب يجب أن تعطي نفس النتيجة كعملية القلب التقليدي
- يجب طبعا أن تمكن الطريقة من إعطاء تعريف لمقلوب مصفوفة غير قابلة للقلب بالمعنى التقليدي (على الأقل لعدد كبير من المصفوفات وليس بالضرورة كلها)

و من أشهر طرق شبه القلب أو تعريفاته هو ذلك التعريف الذي وضعه روجي بنروز حيث يقول أن شبه مقلوب مصفوفة {\displaystyle A\in \mathbb {C} ^{nxm}}
هي المصفوفة {\displaystyle A^{+}} والتي تخضع للمواصفات التالية:
- {\displaystyle AA^{+}A=A}
- {\displaystyle A^{}AA^{+}=A^{+}}
- {\displaystyle (AA^{+})^{*}=AA^{+}}
- {\displaystyle (A^{+}A)^{*}=A^{+}A}